# Trilacuna kropfi
Espèce
Trilacuna kropfi est une espèce d'araignées aranéomorphes de la famille des Oonopidae.

## Distribution
Cette espèce est endémique de Thaïlande. Elle se rencontre dans les provinces de Mae Hong Son et de Chiang Mai.

## Description
Le mâle holotype mesure 1,6 mm et la femelle paratype 1,7 mm.

## Étymologie
Cette espèce est nommée en l'honneur de Christian Kropf.

## Publication originale
- Eichenberger & Kranz-Baltensperger, 2011 : New Trilacuna species from Thailand, Malaysia and Sumatra (Araneae, Oonopidae). Zootaxa, no 2823, p. 1–31.